# Cal Quima
Cal Quima és un habitatge del municipi de Sant Pere de Ribes (Garraf) inclòs a l'Inventari del Patrimoni Arquitectònic de Catalunya.

## Descripció
Es tracta d'un edifici entre mitgeres, fent cantonada, de planta baixa i dos pisos on dominen els paraments blancs sobre els que es destaquen els arcs de maó vist de les obertures. L'últim pis amb galeries d'arcs de maó vist. Primer pis amb balcons de ferro forjat molt simples. Conformant la plaça del centre.

## Història
Es creu que és de 1910 aproximadament, per les connexions d'aquest edifici amb altres de Font i Gumà, per exemple, amb l'hospital de Sant Joan Baptista de Sitges, projectat l'any 1910 i acabat el 1912.